# 67 Dywizjon Rakietowy Obrony Powietrznej
67 dywizjon rakietowy Obrony Powietrznej (67 dr OP) – samodzielny pododdział Wojska Polskiego.
Dywizjon sformowany został w 1973 w Unieściu, podlegał dowódcy 26 Brygady Rakietowej Obrony Powietrznej.

## Historia
29 września 1973 rozkazem Szefa Sztabu Generalnego Wojska Polskiego Nr 057/Org. z dnia 2 sierpnia 1973 i rozkazem dowódcy 2 KOPK nr 0101/Org. z 24 sierpnia 1973, powołany został do życia 67 dywizjon ogniowy OPK. Był jednym z czterech nowo powstałych dywizjonów rakietowych 26 Brygady, uzbrojonych w przeciwlotnicze zestawy rakietowe typu S-125M Newa, który otrzymał w październiku 1974 roku. W maju 1975 na poligonie w Aszułuku, w ZSRR odbywa się pierwsze strzelanie bojowe, kolejne w 1978. 1 lipca 1975 jednostkę włączono w system dyżurów bojowych 2 KOPK. 30 sierpnia 1995 dywizjon został rozformowany.

## Dowódcy dywizjonu
- 1974-? – kpt. mgr inż. Jan Czeczotka
- 1977–1979 – ppłk Zdzisław Biernacki